# 作業環境測定法
作業環境測定法（さぎょうかんきょうそくていほう、昭和50年5月1日法律第28号）は、安全衛生に関する日本の法律である。
作業環境測定士の資格および作業環境測定機関等について必要な事項を定める。
法案成立の背景には、職業性疾病問題がとみに重視されている状況があった。この予防のためには作業環境の改善を強力に進めなければならず、そのためには作業環境の実態をまず正確に把握するための適正な作業環境測定の実施が必要であり、しかも、作業環境の測定には特殊な技術が必要である。政府は1974年（昭和49年）2月、適正な作業環境測定を確保するための法制の整備に関する構想を、中央労働基準審議会に諮問し、適当である旨の答申を受けた。その後法案の作成に着手し、1975年（昭和50年）の第75回国会に内閣提出法案として審議、可決・成立した。一部の規定を除き同年8月1日施行。

## 構成
- 第1章 - 総則（第1条－第4条）
- 第2章 - 作業環境測定士等
  - 第1節　作業環境測定士（第5条―第19条）
  - 第2節　指定試験機関（第20条―第31条）
  - 第3節　登録講習機関（第32条）
  - 第4節　指定登録機関（第32条の2）
- 第3章 - 作業環境測定機関（第33条―第37条）
- 第4章 - 雑則（第38条―第51条）
- 第5章 - 罰則（第52条―第57条）

## 目的・定義
この法律は、労働安全衛生法と相まって、作業環境の測定に関し作業環境測定士の資格及び作業環境測定機関等について必要な事項を定めることにより、適正な作業環境を確保し、もって職場における労働者の健康を保持することを目的とする（第1条）。
- この法律と職場における労働者の安全と健康を確保することを目的として、事業者の作業環境測定の義務等について定めている安衛法とは、一体的に運用されるべきものであること（昭和50年8月1日基発448号）。

この法律において、以下に掲げる用語の意義は、それぞれに定めるところによる（第2条）。
- 事業者　労働安全衛生法第2条3号に規定する事業者をいう。
- 作業環境測定　労働安全衛生法第2条4号に規定する作業環境測定をいう。
- 指定作業場　労働安全衛生法第65条1項の作業場のうち政令で定める作業場をいう。
  - 「政令で定める作業場」は、以下の通り（施行令第1条、施行規則第1条）
    - 労働安全衛生法施行令第21条1号、7号、8号及び10号に掲げる作業場
    - 労働安全衛生法施行令第21条6号に掲げる作業場のうち電離放射線障害防止規則第53条2号又は2号の2に掲げる作業場
- 作業環境測定士　第一種作業環境測定士及び第二種作業環境測定士をいう。
- 第一種作業環境測定士　厚生労働大臣の登録を受け、指定作業場について作業環境測定の業務を行うほか、第一種作業環境測定士の名称を用いて事業場（指定作業場を除く。第二種も同じ。）における作業環境測定の業務を行う者をいう。
- 第二種作業環境測定士　厚生労働大臣の登録を受け、指定作業場について作業環境測定の業務（厚生労働省令で定める機器を用いて行う分析（解析を含む。）の業務を除く。以下この号において同じ。）を行うほか、第二種作業環境測定士の名称を用いて事業場における作業環境測定の業務を行う者をいう。
  - 「厚生労働省令で定める機器」は、次に掲げる機器（簡易測定機器）以外の機器とする（施行規則第2条）。つまり、第二種作業環境測定士が分析の業務に用いることができる機器は、これらの機器に限られる。
    - 検知管方式によりガス若しくは蒸気の濃度を測定する機器又はこれと同等以上の性能を有する機器
    - グラスファイバーろ紙（0.3マイクロメートルのステアリン酸粒子を99.9パーセント以上捕集する性能を有するものに限る。）を装着して相対沈降径がおおむね10マイクロメートル以下の浮遊粉じんを重量法により測定する機器を標準として較正された浮遊粉じんの重量を測定する機器（デジタル粉じん計、ろ紙じんあい計等）
    - その他厚生労働大臣が定める機器
- 作業環境測定機関　厚生労働大臣又は都道府県労働局長の登録を受け、他人の求めに応じて、事業場における作業環境測定を行うことを業とする者をいう。

## 作業環境測定の実施
事業者は、指定作業場について作業環境測定を行うときは、厚生労働省令で定めるところにより、その使用する作業環境測定士にこれを実施させなければならない。この作業環境測定を行うことができないときは、厚生労働省令で定めるところにより、当該作業環境測定を作業環境測定機関に委託しなければならない。ただし、国又は地方公共団体の機関その他の機関で、厚生労働大臣が指定するものに委託するときは、この限りでない（第3条）。
- 本条は、指定作業場についての作業環境測定に関して、事業者が自ら使用する作業環境測定士に作業環境測定を実施させること（自社測定）を原則とし、自社測定ができないときは作業環境測定機関等に委託すること（委託測定）を事業者に義務づけたものであること。
- 本条による測定資格者の利用強制は、「労働安全衛生法第65条1項の規定により、指定作業場について作業環境測定を行うとき」に適用される（安衛法第65条1項が適用されないこととされている船員等については、本条の適用はない。）ものであるが、作業環境測定士及び作業環境測定機関等の業務の範囲は、指定作業場の作業環境測定その他の安衛法第65条1項による作業環境測定に限られないことはもちろんであって、同項による作業環境測定以外の作業環境測定についてもこれらの者により行われることが望ましいものであること。
- ただし書の指定は、国立、公立又は私立の試験研究機関、大学の公衆衛生学教室等で、作業環境測定機関と同等以上の測定能力を有するものに対して行われるものであること（昭和50年8月1日基発448号）。
- A県に所在する本社で勤務する作業環境測定士Bが、C県に所在するD事業場（本社の地方営業所）の測定を行っても差し支えない。親会社Aで勤務する作業環境測定士Bが、子会社Cが保有するD事業場（親会社Aが雇用する労働者は従事していない）の測定を行うのは、親会社Aと子会社Cが別法人であれば、自社測定として作業環境測定を行うことはできない。なお、親会社Aが作業環境測定機関として登録を受けていれば、委託測定として作業環境測定を行うことはできる（平成27年9月15日基安化発0915第2号）。

作業環境測定士は、作業環境測定を実施するときは、作業環境測定基準に従ってこれを実施しなければならない。作業環境測定機関は、他人の求めに応じて作業環境測定を行うときは、作業環境測定基準に従ってこれを行わなければならない（第4条）。
- 安衛法第65条2項により、事業者が安衛法第65条1項の作業環境測定を行うときは作業環境測定基準に従って行わなければならないこととされているが、このことに対応して、本条は、作業環境測定士及び作業環境測定機関に対してもまた、安衛法第65条1項の規定による作業環境測定（指定作業場の作業環境測定に限られない。）を実施するときは、作業環境測定基準に従って行う義務を課したものであること（昭和50年8月1日基発448号）。
- 実際の作業環境測定の手順については、作業環境測定を参照。

### 作業環境測定士
作業環境測定士試験に合格し、かつ、厚生労働大臣又は都道府県労働局長の登録を受けた者が行う講習を修了した者その他これと同等以上の能力を有すると認められる者で、厚生労働省令で定めるものは、作業環境測定士となる資格を有する（第5条）。

## 労働基準監督官
労働基準監督署長及び労働基準監督官は、この法律の施行に関する事務をつかさどる（第38条、施行規則第66条）。